# Roger Gauthier (botaniste)
Pour les articles homonymes, voir Roger Gauthier et Gauthier.
Roger Gauthier, né le 3 avril 1906 à Gardner au Massachusetts et mort le 7 février 1982 à Montréal dans la province de Québec au Canada, est un professeur, botaniste, chercheur et scientifique. Il s’est distingué dans ses nombreuses responsabilités en tant que professeur et sous-directeur de l’Institut botanique, professeur titulaire de l’Université de Montréal et secrétaire et membre de la Faculté des sciences de l’Université de Montréal. Parmi, les premiers héritiers du Frère Marie-Victorin, il est reconnu principalement comme spécialiste en anatomie végétale, en morphologie comparée et en paléobotanique. Intéressé plus particulièrement par la morphologie florale, il consacre sa vie à la recherche, à l’enseignement et à sa passion pour la botanique. Gauthier est également l’auteur de plusieurs articles de vulgarisation, notamment dans la chronique les Cercles des jeunes naturalistes (C.J.N.) du journal Le Devoir ainsi que dans le journal l’Article universitaire, la revue Sciences et Aventures, la revue Paysana et plusieurs autres.

## Biographie

### Études et formations
Roger Gauthier fait ses études classiques au Collège de Montréal de 1919 à 1925 et obtient le prix Colin à l’examen du baccalauréat de rhétorique en 1925. Entre-temps, il doit poursuivre ses études au ralenti à cause de problème de santé. En 1929, il obtient un baccalauréat ès arts avec grande distinction du Séminaire de philosophie de Montréal, qui fut occupé par le collège Marianopolis de 1974 à 2007 pour ensuite devenir la propriété de l'entreprise Développement CATO inc. en 2008. Il réussit ses cours en 1933 en minéralogie-géologie à la Polytechnique et, en 1937, obtient une Licence ès Sciences naturelles en botanique et zoologie avec très grande distinction de la Faculté des sciences de l’Université de Montréal. Il remporte de ce fait même le prix de Lieutenant-gouverneur. Durant cette période, il a l’honneur d’être l’étudiant du célèbre Frère Marie-Victorin tout comme Claire Morin qui deviendra son épouse quelques années plus tard. À la session d’été 1939, il suit les cours de morphologie végétale à l’Université Cornell à Ithaca dans l’État de New York sous la direction du professeur Arthur Johnson Eames et reçoit la mention 95%. Durant des années, il a dû sacrifier une large partie de ses loisirs et vacances à ses études en vue d’atteindre la maîtrise ès sciences. Pour rendre cela possible, il est récipiendaire d’une bourse de la part du ministre de l'Éducation, grâce au témoignage du Conseil de la Faculté des sciences de l’Université de Montréal, du révérend Frère Marie-Victorin, du directeur de l’Institut Botanique, du Dr. L.C. Simard vice-président de l’Association Générale des Diplômés de l’Université de Montréal, et de Eugène Morean, p.s.s., supérieur provincial de Saint-Sulpice. Il est diplômé, en 1947, de la maîtrise ès sciences de l'Université de Cornell en botanique avec comme spécialisation la morphologie végétale et la botanique économique grâce à son travail de recherche sur la nature morphologique de l’ovaire infère des bégonias préparé sous la direction du grand A.J. Eames. Un an plus tard, en 1948, Gauthier obtient un certificat en langue allemande à l’Université de Montréal. Pour finir, il décide d’entreprendre un doctorat ès sciences à l’Université de Montréal en morphologie végétale et en ressort promu en 1950 à l’âge de 44 ans avec une thèse intitulé: «La course des faisceaux vasculaires et l’interprétation de la fleur pistillée dans les genres Begonia et Hillebrandia». Ce nouveau titre lui rapporte le titulariat à l’Université de Montréal. Dans sa thèse de doctorat, il en est arrivé à la conclusion que l’ovaire de la fleur pistillée dans le genre bégonia et hillebrandia est de nature entièrement appendiculaire. Cependant, il n’a pas connu le succès voulu. En 1953, une critique publiée par Bugnon & Bugnon contredit les conclusions du chercheur Roger Gauthier. Quelques années plus tard, ces contradictions se révèlent injustifiées.

### Carrière
Roger Gauthier est un homme qui s’implique grandement dans plusieurs domaines de sa passion, la botanique, et ce avant même d’étudier dans ce domaine. Durant les saisons estivales de 1933 à 1936, il se trouve attaché au Service provincial de pisciculture. Il est l’auteur de communication aux congrès de l’Association francophone pour le savoir de 1935 à 1959, autrefois connu comme l’Association canadienne-française pour l’avancement des sciences (ACFAS) créée en 1923 à Montréal. Il est choisi comme chef du secrétariat de la Société canadienne d’histoire naturelle de 1936 à 1939. De 1936 à 1953, il rédige plusieurs articles dans la chronique les C.J.N. pour le journal Le Devoir. 
En 1938, il entreprend à l'Institut botanique ce qui sera la partie la plus importante de sa vie, sa carrière de professeur. Aux étés de 1938 et 1939, il offre ses services à la Station de biologie du Parc national des Laurentides. Il rédige six publications scientifiques de 1938 à 1959 et publie des causeries à Radio-collège, ancêtre des émissions éducatives et des affaires publiques, dans la série La Cité des Plantes, Les Plantes de la Bible et La Plante, usine vivante de 1941 à 1955. Il enseigne la botanique de 1942 à 1955 aux élèves de la Faculté de pharmacie ajoutant ainsi à ses diverses responsabilités. En 1943, il devient professeur agrégé à l’Institut botanique puis professeur titulaire, jusqu’à sa retraite en 1971. Il enseigne et est reconnu comme spécialiste, principalement de l’anatomie végétale, de la morphologie comparée et de la paléobotanique. De 1943 à 1947, il est nommé trésorier pour la Société canadienne d’histoire naturelle. Malgré ses nombreuses autres occupations, toutes tournées vers sa passion pour la botanique, l’enseignement demeura toujours une priorité pour le professeur, d’où provient sa devise : « J’ai toujours considéré en premier lieu qu’un professeur doit donner à ses étudiants ce qu’ils ont droit d’attendre de lui ».
Les responsabilités et charges de travail de Roger Gauthier s’alourdissent lors du décès de son mentor le Frère Marie-Victorin en 1944. En tant qu’un des premiers héritiers du grand botaniste tout comme Jules Brunel, Marcel Cailloux, Jacques Rousseau, Marcelle Gauvreau et Pierre Dansereau, il a la responsabilité d’être l’un de ceux à porter son cercueil. Il est ensuite nommé sous-directeur de l’Institut botanique. Il travaille énormément à la cohabitation du Jardin et de l’Institut botanique. Certains le décrivent comme étant « l’âme de l’institut » à la suite du décès de son mentor. De lui-même, le Frère Marie-Victorin avait une très bonne opinion de son héritier et dit ceci  à son sujet en 1940 : « M. Gauthier est un homme de science d’une valeur exceptionnelle ». Il le décrit aussi en 1943 comme étant « l’un des pivots principaux de l’enseignement et de la recherche à l’Institut botanique ». En effet, Roger Gauthier fut un pionnier dans l’étude de la botanique, car en tant qu'employé de l’Institut botanique, il a accès à divers spécimens végétaux. Ce qui lui a donné la possibilité d’avancer dans ses recherches et d’être le premier chercheur à utiliser les plantes cultivées sur place dans les serres du Jardin botanique pour des fins scientifiques. Il a ainsi ouvert la voie à d’autres botanistes pour faciliter leurs recherches.
En 1947, Roger Gauthier est nommé «fellow» par l’Association américaine pour l’avancement des sciences (AAAS) et devient membre de la Société américaine de botanique. Pendant deux ans de 1950 à 1951, il est conseiller de l’ACFAS. Il est secrétaire de la faculté des sciences de l’Université de Montréal de 1950 à 1955. En 1951, il devient membre de l’International Society of Plant Morphologie. Il est professeur titulaire à l’Université de Montréal à partir de 1952 et poursuit ses recherches sur la morphologie comparée de différentes espèces de bégonias. À la suite de la publication de la critique de Bugnon & Bugnon qui décourage profondément Roger Gauthier et freine ses recherches, il réplique et réussit à réfuter en trois publications (1959, 1963 et 1968) leur hypothèse sur la fleur pistillée. Il poursuit par la suite ses recherches sur une autre plante de la famille des bégoniacées, l’hillebrandia sandwicensis. En 1955, il est nommé comme membre du Conseil de la Faculté des sciences de l’Université de Montréal jusqu’en 1964 et devient, en 1965, membre de l’Association botanique du Canada. En raison de son état de santé fragile, Gauthier prend sa retraite en 1971 laissant malheureusement inachevé son travail sur la morphologie florale de diverses gesnériacées. Tout au long de sa carrière, il a apporté une large contribution à l’avancement de la science sur la morphologie florale.

### Vie privée
Roger Gauthier rencontre Claire Morin (née le 6 mars 1905 et décédé le 27 février 1994) pendant ses études de 1933 à 1937. Ils étudient ensemble et obtiennent chacun leur Licence ès sciences naturelles en botanique et zoologie à l’Université de Montréal en 1937. Ils se marient le 6 juin 1942 et ont deux enfants, une fille, Luce Gauthier, née en 1943 et un garçon, Louis Gauthier, né en 1944. À la suite de l’arrivée de leur premier enfant en 1943, madame Morin-Gauthier décide de quitter son poste de secrétaire pour se consacrer à sa nouvelle vie de famille. 

## Publications
(novembre 2018).

### Publications scientifiques
- Roger Gauthier et Rolland Dumais, Les prothalles de lycopodes dans le Québec, Nat. Can., vol. 65, pp. 280-284 ; Contributions de l'Institut botanique de l'Université de Montréal, vol. 32, pp. 7-11, 1938.
- Roger Gauthier, The nature of the inferior ovary in the genus Begonia. A thesis presented to the Faculty of the Graduate Schooll of Cornell University for the degree of Master of Science, 119 pp., 8 planches, 1947.
- Roger Gauthier et Marcel Raymond, Le genre Elatine dans le Québec, Contrib. Inst. Bot. Univ. Montréal, vol. 64, pp. 29-35, 1949.
- Roger Gauthier, The nature of the inferior ovary in the genus Begonia, Contrib. Inst. Bot. Univ. Montréal, vol. 66, pp. 1-93, 1950.
- Roger Gauthier, La course des faisceaux vasculaire et l’interprétation de la fleur pistillée dans les genres Begonia et Hillebrandia, thèse de doctorat. 117 pp., Montréal, 1950.
- Roger Gauthier, L’anatomie vasculaire et l’interprétation de la fleur pistillée de l’Hillebrandia sandwicensis Oliv, Phytomorphology, vol. 9, pp. 72-87, 1959.
- Roger Gauthier et Jeno Arros, L’anatomie de la fleur staminée de l’Hillebrandia Sandwicensis Oliver et la vascularisation de l’étamine, Phytomorphology, Vol. 13, No. 2, pp. 115-127,1963.
- Roger Gauthier, Michel Famelart & Jenö Arros, Further, Observations on the Flower of Hillebrandia Sandwicensis Oliver, Phytomorphology Vol. 18, No. 2, June1968.

### Communications aux congrès de l'Acfas
- 1935 : Étude préliminaire de la flore de quelques lacs laurentiens.
- 1935 : La découverte des premiers prothalles de Lycopodes au Canada.
- 1939 : Observations sur la flore vasculaire du Parc National des Laurentides. Collaboration avec Cécile Lanouette.
- 1940 : Le Vaccinium ovalifolium dans le Québec. Collaboration avec Bernard Boivin
- 1942 : L’anatomie florale des Begoniacées. Notes préliminaires.
- 1943 : Le genre Elatine dans le Québec. Collaboration avec Marcel Raymond.
- 1945 : L’anatomie florale des Bégoniacées I. La fleur pistillée du Begonia Dregei.
- 1946 : L’occurrence de cônes hermaphrodites sur un Picea glauca.
- 1947 : Une intéressante anomalie placentaire chez un Begonia.
- 1948 : La valeur morphologique de l’ovaire infère des Begonia.
- 1952 : L’anatomie florale de l’Hillebrandia sandwicensis Oliv.
- 1958 : L’ordre de développement des étamines dans Hydrastis canadensis L.
- 1959 : La placentation axile est-elle toujours primitive ?

### Causeries à Radio-Collège - La Cité des Plantes
- 1941 : Pour comprendre le mafs. 4 novembre
- 1941 : Pour comprendre les fruits. 11 novembre
- 1942 : Les patriarches du monde vivant. 27 octobre
- 1942 : Les plantes disparues : la flore du charbon. 3 novembre
- 1943 : Les palmiers, princes du pays des Arbres. 9 novembre
- 1943 : Les Cycades, fossiles vivants. 30 novembre
- 1944 : L’histoire des plantes à fleurs. 26 octobre
- 1944 : L’encens et la myrrhe. 21 décembre
- 1945 : Les équilibres naturels. 19 avril
- 1945 : Pierre Kalm et la botanique canadienne. 23 octobre
- 1946 : Le quinquina et la quinine. 8 janvier
- 1946 : Le palmier de la Bible. 2 avril
- 1946 : Le coca et la cocaïne. 3 décembre
- 1947 : Le cèdre. 22 octobre
- 1948 : Le tilleul. 11 février
- 1948 : De l’Amazone à l’Extrême-Orient : un épisode de l’histoire du caoutchouc. 27 octobre
- 1949 : Brongniart et l’étude des végétaux fossiles. 19 janvier
- 1949 : La botanique au XXe siècle : Les Iles britanniques. 30 novembre
- 1949 : La botanique au XXe siècle : L’Italie, l’Espagne et le Portugal. 21 décembre
- 1950 : La botanique au XXe siècle : Les Indes. 8 novembre
- 1950 : Le cèdre du Liban. 20 décembre
- 1951 : L’Olivier de la Bible. 14 mars
- 1951 : Comment la plante croît. 23 novembre
- 1951 : Comment la plante se défend. 21 décembre
- 1952 : Comment la plante se multiplie, 18 janvier

### Chronique C.J.N dansLe Devoir
- 1936 : En marge d’un cours de Géologie. 8 août
- 1936 : Le Jardin botanique et les C.J.N. 26 septembre
- 1937 à 1938: Roger Gauthier est chargé de rédiger divers articles.
- 1939 : Le grand Nénuphar jaune. 16 septembre
- 1939 : Le printemps au Parc National des Laurentides. 24 juin
- 1939 : Le jardin botanique à l’étranger. 16 septembre
- 1942 : Pour comprendre le Maïs. 1er avril
- 1942 : Pour comprendre le fruit. 19 septembre
- 1943 : Les plantes de la Bible - L’encens et la Myrrhe. 9 janvier
- 1943 : Les plantes de la Bible - L’olivier. L’arbre et son histoire. 17 avril
- 1944 : Les patriarches du Monde vivant. 26 février
- 1944 : Les plantes de la Bible - Le palmier. 1er avril
- 1944 : Les plantes disparues  la flore du charbon. 25 novembre
- 1945 : L’encens et la myrrhe. 5 janvier
- 1945 : Propriétaire d’un volcan. 5 janvier
- 1945 : Le Frère Marie-Victorin, 1885-1944.14 juillet
- 1945 : L’Histoire des plantes à fleurs. 17 novembre
- 1946 : Le quinine et la quinine. 12 janvier
- 1947 : Le Coca et la Cocaïne. 11 janvier
- 1947 : Pierre Kalm et la botanique canadienne. 8 février
- 1947 : Le Cèdre. 22 novembre
- 1948 : Le Tilleul. 22 et 29 mai
- 1948 : Les équilibres naturels. 18 septembre
- 1951 : Le Jardins botanique de Kew. 7 et 14 avril
- 1951 : Les plantes de la Bible - Le Cèdre du Liban. 5 et 12 janvier
- 1952 : Comment la plante croît. 22-29 mai
- 1953 : La plante, usine vivante - Itinéraire d’une visite. 14 et 21 février
- 1953 : La plante, usine vivante - La charpente de l’usine : cellulose et fibres végétales. 14 et 21 février

## Prix
- Prix Colin au Collège de Montréal, en 1925
- Médaille du lieutenant-gouverneur de la Faculté des sciences de l'Université de Montréal, en 1937